# Stelis greenwoodii
Stelis greenwoodii là một loài thực vật có hoa trong họ Lan. Loài này được Soto Arenas & Solano mô tả khoa học đầu tiên năm 2002.